# الفرع الخلفي للعصب السدادي
الفرع الخلفي للعصب السدادي (بالإنجليزية: Posterior branch of obturator nerve)‏ هو عصب يتَفرعُ من عصب سدادي. يُعصِب العضلة السدادية الخارجية.